# 马成礼
马成礼（1936年2月20日—2022年4月1日），中华人民共和国企业家，山东省青岛市人。曾任基建工程兵副参谋长、深圳市物业发展有限公司董事长兼党委书记、深业集团有限公司总经理兼副董事长，深圳市人大代表、全国模范军队转业干部。